# Tấn công trực diện

Cánh quân B1 (màu xanh) đánh trực diện vào quân R (màu đỏ).

Tấn công trực diện là chiến thuật tấn công trực tiếp của một đạo quân vào mặt chính diện lực lượng quân đội thù địch, khác với việc đánh tạt sườn hay đánh tập hậu. Kiểu tấn công này thường tiến hành bởi một đạo quân có ưu thế quân số, hỏa lực hoặc tiến hành bởi quân phòng thủ, trong tình huống họ buộc phải chiến đấu không còn có thể dễ dàng di chuyển một cách cơ động vị trí trên chiến trường.

## Kỹ thuật
Việc tấn công trực diện vào một vị trí được phòng thủ tốt sẽ dẫn đến tổn thất nặng nề cho phe tấn công. Kể cả khi có thể dành được chiến thắng, bên tấn công vẫn phải chịu thiệt hại lớn, và kết quả sẽ tồi tệ hơn nếu tấn công thất bại. Do rủi ro và cái giá phải trả để đạt được chiến thắng, trong nghệ thuật quân sự hiện đại của phương Tây không khuyến khích chiến thuật tấn công này. Tuy nhiên, quân đội phương Tây thường sở hữu sức mạnh vượt trội về phương tiện, vũ khí, hỏa lực khiến họ dễ dàng sử dụng lối đánh này với các đối thủ yếu. Một cuộc tấn công trực diện của bộ binh có thể dễ dàng nhắm đến các vị trí đối phương sau khi quân đối phương bị nghiền nát bởi các đợt không kích, pháo kích và các đợt tấn công của xe tăng, thậm chí là vũ khí hạt nhân. Nghĩa là cần một cuộc bắn phá sơ bộ có tính chất áp đảo. Theo quan điểm của các tướng lĩnh trong thời kỳ Nội chiến Hoa Kỳ, để cuộc tấn công trực diện thành công thì quân tấn công phải có quân số đông hơn quân phòng thủ ít nhất 3 lần.
Tấn công trực diện cũng được các tướng lĩnh Nhật trong Thế chiến II nhìn nhận cần kết hợp với tấn công hai bên sườn, thay vì chỉ tấn công chính diện mặt trước. Điều này làm suy yếu tinh thần quân phòng thủ. Một pha tấn công trực diện cũng có thể dùng làm đòn nhử cho hướng tấn công thực sự từ sau lưng hoặc hai bên sườn quân phòng thủ.
Đối với bên phòng thủ, tấn công trực diện được xem là dễ đối phó, trong khi tấn công lén lút lại khó phòng bị. Vấn đề của tấn công trực diện không chỉ liên quan bên tấn công và bên phòng thủ mà còn liên quan một bên mạnh hơn và một bên yếu hơn. Trong thời kỳ Chiến tranh Việt Nam, lực lượng Cộng sản Việt Nam thường xuyên phải cân nhắc chọn lựa chiến lược giữa tấn công trực diện hay chiến tranh du kích. Không phải lúc nào cũng thuận lợi để tiến hành tấn công trực diện vào Mỹ và Việt Nam cộng hòa.

## Một số trường hợp lịch sử
Vào thời kỳ cổ đại của phương Tây, quân đội Vương quốc Macedonia tổ chức các đội hình phalanx trong các cuộc tấn công trực diện bằng giáo dài. Tuy ít cơ động nhưng cách tổ chức đội hình quân lính theo cách mạnh mẽ này giúp họ chiến thắng nhiều cuộc chiến tranh.
Năm 1427, quân Lam Sơn tấn công trực diện và liên tục vào thành Đông Quan, bao vây quân Minh.
Vào năm 1789, quân Tây Sơn đã triển khai tấn công quân Mãn Thanh tại đồn Ngọc Hồi. Bộ binh và tượng binh Tây Sơn đã phối hợp tấn công trực diện với bí mật bao vây.
Năm 1862, diễn ra trận Malvern Hill trong Nội chiến Hoa Kỳ, quân Liên minh miền Nam đã tổ chức tấn công trực diện vào quân Liên bang miền Bắc. Cuộc tấn công thất bại, gánh chịu hơn 5.600 thương vong cho lực lượng tấn công.
Năm 1941, quân đội Đức Quốc Xã tấn công Moskva, thủ đô của Liên bang Xô Viết bằng đòn tấn công trực diện, nhưng kết quả thất bại, buộc lòng phải chuyển trọng tâm tấn công về phía nam.
Năm 1942, trong trận Dieppe, quân Đồng minh đã tấn công trực diện vào quân Đức. Mặc dù hai bên sườn được xem là yếu hơn nhưng do tuyến phòng thủ dài dẫn đến khoảng cách phải di chuyển trở nên xa hơn. Điều này làm mất thời gian, do đó, quân Đồng minh đã tấn công trực diện.
Trong Chiến tranh Đông Dương, lần đầu tiên lực lượng Việt Minh tấn công trực diện một căn cứ quân sự Pháp là vào năm 1954 tại trận Điện Biên Phủ.
Cho đến Tháng 10 năm 1961, tại một số tỉnh miền Tây và cực Nam miền Trung, đã có hơn 400 lần lớn nhỏ quân Giải phóng Miền Nam tấn công trực diện vào lực lượng quân đội chính quy Việt Nam cộng hòa.
Năm 1968, diễn ra trận đánh tại trại Katum (trại A-322), đặc công và bộ đội quân Giải phóng Miền Nam Việt Nam tấn công vào quân đội Hoa Kỳ theo chiến thuật tấn công trực diện.
Năm 1969, quân Mỹ tổ chức cuộc tấn công trực diện vào đồi A Bia có quân Giải phóng Miền Nam Việt Nam đóng giữ. Mỹ tổn thất 50 lính chết, 300 lính bị thương.
Năm 1972, quân Giải phóng Miền Nam tổ chức hàng trăm xe tăng tấn công trực diện vào quân đội Việt Nam cộng hòa tại Quảng Trị.
Năm 1975, quân đội Việt Nam cộng hòa đẩy lùi nhiều cuộc tấn công trực diện của quân Giải phóng Miền Nam, khiến chỉ huy đối phương phải thay đổi phương án tác chiến.
Các lực lượng khủng bố toàn cầu được mô tả là tránh tấn công trực diện vào Mỹ. Vì họ biết hạn chế trong thực lực quân sự của họ. Do đó họ đã kết hợp quân sự với chính trị, kết hợp các cuộc tấn công trên chiến trường với hoạt động truyền thông. Sử dụng mọi biện pháp làm suy yếu lòng tin Mỹ trên toàn cầu, làm chia rẽ các liên minh mà Mỹ gây dựng trong Thế giới Hồi giáo.

## Sử dụng trong các lĩnh vực khác

### Sử dụng trong chính trị
Cụm từ "tấn công trực diện" cũng được sử dụng bởi Bộ Thông tin và truyền thông của Việt Nam. Họ mô tả cách tấn công nhắm thẳng đến Đảng và Nhà nước của "lực lượng phản động", bôi nhọ cá nhân nhiều đồng chí lãnh đạo. Các cuộc tấn công đưa ra thông tin bịa đặt trên khắp mạng internet, với mục đích được Bộ mô tả là bôi xấu chế độ, gây mất đoàn kết nội bộ, chia rẽ lòng dân. Chính phủ Việt Nam cũng đã nhận định "lực lượng phản động" đã thay đổi phương pháp, cách thức diễn biến hòa bình, điều chỉnh liên tục những điều đó để chống chính phủ Việt Nam. Họ dần chuyển sang tấn công trực diện vào quyền lãnh đạo của Đảng thông qua yêu sách đòi "phi chính trị hóa", "trung lập hóa chính trị" đối với lực lượng vũ trang của Việt Nam. Họ muốn tách quân đội và công an ra khỏi quyền lãnh đạo của Đảng và Nhà nước Việt Nam, nhằm tách lực lượng bảo vệ chế độ với Đảng Cộng sản cầm quyền. Hành động này được xem là tấn công trực diện nội bộ chính phủ bao gồm các lực lượng vũ trang và Đảng.
Năm 2016, Philippines đưa tranh chấp biển Đông với Trung Quốc ra tòa án quốc tế, họ đã dùng luật pháp quốc tế để giải quyết tranh chấp. Hành động này được truyền thông Việt Nam đánh giá là "tấn công trực diện" vào luận thuyết "Đường lưỡi bò".

### Sử dụng trong kinh doanh
Việc tấn công trực diện của một công ty kinh doanh nhằm vào đối thủ cạnh tranh của họ thường tập trung vào giá cả, khuyến mãi và kênh phân phối. Về căn bản, một công ty cỡ nhỏ không bao giờ đủ sức tấn công theo cách này vào một thương hiệu lớn. Cũng như lĩnh vực quân sự, lĩnh vực kinh doanh nhìn nhận "tấn công trực diện" là đối lập với "tấn công lén lút". Cách tấn công này hung hãn hơn "tấn công lén lút" và do đó có khả năng đạt được kết quả nhanh hơn, nhưng rủi ro lại lớn hơn.
Năm 2006, Google công bố dịch vụ thanh toán trực tuyến Checkout, điều này được các nhà phân tích đánh giá là đòn tấn công trực diện vào hệ thống thanh toán PayPal thuộc sở hữu của eBay. Năm 2012, thương hiệu mới TH True MILK của TH Group được đánh giá đã thực hiện một cuộc tấn công trực diện vào Vinamilk bằng một chiến dịch truyền thông rầm rộ. Họ thúc đẩy sự hiện diện trên khắp các trang mạng internet. Từ khi thương hiệu ra đời, Burger King đã không ngừng tấn công trực diện trên thương trường nhắm vào thương hiệu McDonald's nổi tiếng, trong đó họ nhắm vào thực đơn khoai tây chiên kiểu Pháp, sản phẩm bán chạy nhất của McDonald's. Đến 2013, ông chủ của bột giặt Bay đã tự nhận xét bột giặt của ông thất bại nặng nề do tham vọng tấn công trực diện vào thương hiệu bột giặt lớn Omo và Tide. Cuối cùng, ông phải bán thương hiệu của mình.
Tấn công trực diện không chỉ được mô tả là cách tấn công giữa các thương hiệu mà còn là lối tấn công khách hàng mục tiêu. Vào năm 2016, ngành sản xuất bia của Việt Nam bắt đầu "quốc tế hóa" tăng cường xuất khẩu và chinh phục khách hàng ở phân khúc cao cấp. Các sản phẩm cao cấp như: Saigon Gold, bia lon Sài Gòn Special và Sài Gòn Lager đưa ra thị trường nhắm thẳng vào lớp người tiêu dùng trẻ.

### Sử dụng trong tin học
Năm 2010, theo đánh giá của Bkav, tin tặc đã thay đổi chiến thuật tấn công máy tính người dùng. Do việc sử dụng virus tấn công trực diện ngày càng trở nên khó khăn, họ chuyển hướng tấn công bằng thủ thuật lừa đảo. Chẳng hạn như sử dụng các virus giả mạo các thông báo của Windows 7 để lừa người sử dụng thực thi mã độc.

### Sử dụng trong trò chơi điện tử
Một số Game chiến trận được thiết kế với nhiều loại lính. Người chơi có thể đánh phối hợp nhiều nhóm lính với nhau trong một cuộc tấn công trực diện. Cuộc tấn công như thế sẽ có trình tự của pha tấn công ban đầu bằng vũ khí xa, sau đó là đánh giáp lá cà. Pha tấn công ban đầu sẽ là lính thương dài hoặc các loại lính đặc biệt. Pha tấn công tiếp theo sau là cận chiến bằng đánh giáp lá cà với kỵ binh và lính dùng đao hay gươm.

### Sách tiếng Việt
- Ngọc Tú (2006). Thăng Long diện mạo và lịch sử. Nhà xuất bản Lao động. OCLC 74707510.
- Nguyễn Bích Hằng (2005). Từ điển thành ngữ tục ngữ Hán Việt. Nhà xuất bản Văn hóa-thông tin. OCLC 70140604.
- Nguyễn Khắc Thuần (1997). Danh tướng Việt Nam, Tập 3. Nhà xuất bản Giáo dục. OCLC 68707916.
- Nguyễn Tiến Hùng (2022). Ký Ức Hai Góc Đối Chiến. Nhà xuất bản Đại học Quốc gia Thành phố Hồ Chí Minh. ISBN 9798201538835.
- Nhị Hồ (2002). Điệp viên giữa sa mạc lửa: truyện tình báo Việt Nam. Nhà xuất bản Công an nhân dân.
- Phạm Kim Vinh (1988). Cái chết của Nam Việt Nam: những trận đánh cuối cùng. Nhà xuất bản Xuân Thu. OCLC 18566914.
- Phan Ngọc Liên, Hội giáo dục lịch sử, Trường đại học sư phạm Hà Nội. Khoa lịch sử (2003). Từ điển tri thức lịch sử phổ thông thế kỷ XX. Nhà xuất bản Hà Nội. OCLC 52434600.{{Chú thích sách}}:  Quản lý CS1: nhiều tên: danh sách tác giả (liên kết)
- Phan Ngọc Liên (2004). Chiến thắng lịch sử Điện Biên Phủ: toàn thư. Nhà xuất bản Từ điển bách khoa. OCLC 56420736.

### Tạp chí tiếng Việt
- "Tạp chí văn thư lưu trữ Việt Nam". Cục văn thư và lưu trữ nhà nước. 2012. {{Chú thích tạp chí}}: Chú thích magazine cần |magazine= (trợ giúp)

### Sách tiếng Anh
- Alexander Hopkins McDonnald (1951). The Encyclopedia Americana, Tập 26. Americana Corporation.
- Basil Collier (1961). Brasshat: A Biography of Field-Marshal Sir Henry Wilson. Secker & Warburg.
- Fouad Sabry (2024). Maneuver Warfare: Strategies and Tactics for Modern Combat. One Billion Knowledgeable.
- J. David Hunger, Thomas L. Wheelen (2003). Essentials of Strategic Management. Prentice Hall. ISBN 9780130465955.
- James Jay Carafano (2008). After D-Day: Operation Cobra and the Normandy Breakout. Stackpole Books. ISBN 9781461750635.
- James J. Reid (2000). Crisis of the Ottoman Empire: Prelude to Collapse 1839-1878. Franz Steiner Verlag. ISBN 9783515076876.
- Joseph Thomas Glatthaar (1983). Union Soldiers and Their Attitudes on Sherman's Savannah and Carolinas Campaigns, Tập 2. University of Wisconsin--Madison.
- Peter Pande (2006). The Six Sigma Leader: How Top Executives Will Prevail in the 21st Century. McGraw Hill Professional. ISBN 9780071454087.
- Robert Lyman (2008). The Generals: From Defeat to Victory, Leadership in Asia 1941-45. Constable. ISBN 9781845294915.
- Samuel Holroyd Burton (1956). Great Men of Devon. Bodley Head.
- Stephen Wentworth Roskill (1954). The War at Sea, 1939-1945, Tập 2. H.M. Stationery Office.
- Юдим Залманович Новиков, Федор Давидовіч Свердлов (1972). Manoeuvre in Modern Land Warfare. Progress Publishers.